# Ewald Redam
Arthur Ewald Redam (* 29. April 1884 in Beiersdorf, Oberlausitz; † 9. Dezember 1947 in Meißen) war ein deutscher Schwerathlet und Varietist.

## Leben
Redam fand mit 15 Jahren zum Kraftsport. Er trainierte im „Kraftsportverein Dresden-Plauen“ und später im „Verein für Sport und Körperkultur 1899“ in Meißen. Er war 1907 Sachsenmeister im Schwergewicht und Achtkampf. Als Nebenerwerb stand Redam mit seinem athletischen Körper Modell für Bildhauer und Maler in Dresden, so auch für sein berühmtestes Ebenbild, den Goldenen Rathausmann auf dem Neuen Rathaus Dresdens.
Während des Ersten Weltkrieges lebte er mit seiner lettischen Frau Ludmilla in Riga und baute dort ein Varieté auf, die „Vier Redams-Kraftathleten“ (er, seine Frau und zwei weitere Athleten). Die Gruppe trat weltweit auf, allerdings nur für ein paar Jahre. Im Jahr 1930 gründete er mit seinem Vereinskameraden Fritz Illgen die Varieté-Gruppe „Concha & Concha“. Ab 1932 war er in der Moskauer Artistenschule als Lehrer für Kraftakrobatik tätig.
Nach seiner Rückkehr nach Deutschland war er ab dem 27. September 1944 in einer Marine-Flak-Abteilung bei Kiel eingesetzt, das Ende des Zweiten Weltkriegs erlebte er als Sanitätsobergefreiter im ostholsteinischen Marinelazarett Malente. Nach dem Krieg war er als Dolmetscher für die sowjetische Kommandantur in Meißen tätig. In der Folgezeit versuchte er sich wieder an einem Varieté, allerdings war ihm kein Erfolg beschieden, worauf Redam als Ausweg aus seinem Schuldenberg am 9. Dezember 1947 den Suizid wählte.

## Modellkarriere
Redam war Modell im Atelier der Kunstgewerbeschule Dresden. Der Dresdner Akademie-Professor Osmar Schindler malte Redam im Mittelpunkt seines Gemäldes Das Muskelspiel (1907). Aus Schindlers Nachlass kam das Gemälde als Spende an die Galerie Neue Meister.
Neben dem Goldenen Rathausmann stand er unter anderem auch Modell für den inzwischen vor dem Deutschen Hygiene-Museum aufgestellten Ballwerfer von Richard Daniel Fabricius. Die Plastik stand während der Internationalen Hygiene-Ausstellung 1911 am Kopfende des damaligen Sportplatzes auf den Güntzwiesen.